# Sensationen för dagen (1951)
Sensationen för dagen (Ace in the Hole) är en amerikansk film från 1951 i regi av Billy Wilder. Filmen blev vid premiären inte någon större framgång hos publiken, och möttes av fler negativa recensioner än positiva.

## Handling
Den skrupelfria och cyniska journalisten Chuck Tatum tar arbete på en oansenlig tidning i Albuquerque, New Mexico. Efter ett händelsefattigt år får han nys om en man, Leo Minosa, som sitter fast i en grotta som rasat in. Tatum ser chansen till ett stort scoop och gör allt för att försena räddningsinsatsen.

## Rollista i urval
- Kirk Douglas - Chuck Tatum
- Jan Sterling - Lorraine Minosa
- Robert Arthur - Herbie Cook, fotograf
- Porter Hall - Jacob Q. Boot, chefredaktör
- Frank Cady - Al Federber, turist
- Richard Benedict - Leo Minosa
- Ray Teal - sheriff Gus Kretzer